# 威神V-TEN&YANGYANG
威神V-TEN&YANGYANG是韓國SM娛樂和中國威娛樂於2021年共同推出旗下中國男子組合，亦為威神V第二支子團體小分隊。組合名稱由兩位成員的藝名Ten及揚揚所組成，於2021年8月17日推出數位單曲《Low Low》出道。

## 成員資料
| Ten  |  | Ten      | 奇塔蓬·李猜雅龐庫 李永欽 |  | Chittaphon Leechaiyapornkul | 1996年2月27日 · 泰國曼谷    | 泰國     |
| 揚揚 |  | Yangyang | 劉揚揚                   |  | Liu Yang-Yang               | 2000年10月10日 · 臺灣新北市 | 中華民國 |

## 大事记

### 出道前
2020年起，Ten和揚揚搭檔推出固定內容視頻《Enjoy The Challenge》。

### 出道
2021年8月13日，官方宣布Ten和揚揚將組成威神V第二支小分隊，以TEN&YANGYANG的名義於8月17日發行數位單曲《Low Low》。8月17日，公開單曲《Low Low》MV及音源。

## 音樂作品

### 數位單曲
| 單曲 | 專輯資料                                           | 曲目            |
| 1st  | 《Low Low》 - 發行日期：2021年8月17日 - 語言：英文 | 曲目 1. Low Low |

## 影視作品

### 音樂錄影帶
| 發佈日期      | 歌曲名稱 | 專輯        |
| ------------- | -------- | ----------- |
| 2021年8月17日 | Low Low  | 《Low Low》 |

## 外部連結
| 组合 - YouTube上的WayV頻道 - WayV_official的新浪微博（中文） - WayV的Facebook專頁（中文）（）（英文） - WayV的X（前Twitter）（中文）（英文） - WayV的Instagram帳戶（中文）（）（英文） - WayV （页面存档备份，存于）的V LIVE頻道 - WayV的哔哩哔哩个人空间 - WayV的TikTok - WayV的抖音 | 成員個人Weibo（中文） - TEN的新浪微博 - 揚揚的新浪微博 成員個人Instagram - TEN的Instagram帳戶 - 揚揚的Instagram帳戶 |